# 부안 한씨
부안 한씨(扶安 韓氏)는 전북특별자치도 부안군을 본관으로 하는 한국의 성씨이다.

## 역사
부안 한씨 시조 한이(韓彛)가 1396년(조선 태조(太祖) 5년) 식년 문과에 급제하여 승녕부 판관(承寧府判官)을 지냈다.
한승집(韓承諿)의 아들 한세진(韓世珍)이 1537년(중종(中宗) 32년) 식년 문과에 급제하여 1544년 호조 정랑을 거쳐 1547년(명종 2년) 고양군수(高陽郡守)를 지내다가 파직되었다.

## 인구
부안 한씨는 2015년 대한민국 통계청 인구조사에서 17명으로 조사되었다.